# Bim, mi mejor amigo
Bim, mi mejor amigo o Bim Blanco Oreja Negra (en ruso: Бе́лый Бим Чёрное у́хо, en español translit.: Belyy Bim, Chyornoe Ukho, en castellano fue conocida como Bim, mi mejor amigo). Es una película soviética de 1977, dirigida por Stanislav Rostotsky. Se basa en el libro del mismo nombre, escrito por Gavriil Troyepolsky. Fue nominada para el Premio Óscar a la mejor película de habla no inglesa en la 51° entrega de los premios.

## Sinopsis
Narra la historia de un perro setter escocés con una oreja negra, quien queda en la calle debido a la enfermedad de su amo. Iván Ivánovich, un veterano de la Segunda Guerra Mundial que gusta de la caza y la naturaleza, adopta el cachorro a pesar de su oreja negra, que es considerada una falla en términos de cría de su raza. El hombre nombra su perro Bim (con el diminutivo Bimka), y lo lleva en sus excursiones de cacería.
Ivanovich comienza a tener problemas de corazón, y cuándo la enfermedad se pone peor,  es llevado a un hospital. Su perro no puede quedarse esperando a la única persona que lo cuidó, y comienza a buscar a su amo. Así empieza la historia del perro perdido y sus muchas aventuras y encuentros con muchas personas, tanto amables como crueles, sin poder encontrar un hogar permanente. A su regreso del hospital, Ivanovich descubre que Bim fue engañado por un vecino y murió.

## Reparto
- Vyacheslav Tikhonov - Ivan Ivanovich
- Vasya Vorob'ev        - Tolik
- Irina Shevchuk        - Dasha
- Valentina Vladimirova - Mujer
- Andrey Martynov       - Conductor
- Anya Rybnikova        - Lyusya
- Yuri Grigor'ev        - Oficial de policía
- Dos setters ingleses - Bim

## Premios
- 1979 - Nominada al premio Óscar como mejor película en habla no inglesa.[2]
- 1978 - Ganadora del Globo de Cristal en el Festival Internacional de Cine de Karlovy Vary.[2]